# Алтай (фабрика)
Кондитерская фабрика «Алтай» (ООО "Кондитерская фирма «Алтай») — крупнейшая кондитерская фабрика Алтайского края, одно из крупнейших предприятий Барнаула.

## История
В 1974 году первый секретарь Алтайского крайкома КПСС А. В. Георгиев при поддержке министра пищевой промышленности В. П. Леина выступил с инициативой строительства фабрики.
В 1985 году осуществляется строительство фабрики, базы снабжения и сбыта, монтаж подъездных железнодорожных путей.
30 декабря 1988 года подписан акт о сдаче в эксплуатацию кондитерской фабрики.
В феврале 1989 года выпущены первые 63 тонны продукции — карамель, шоколадные конфеты, печенье, вафли.
В 1992 году в ходе приватизации фабрика преобразована в ОАО "Кондитерская фирма «Алтай».
В 1998 года фабрика приобретена концерном Nestlé и стала частью Группы Нестле.
В 2007 году фабрика получила оценку «Best in Class» («Лучшая в классе») по производству кондитерских изделий в Нестле.
В 2011 году фабрика получила статус самостоятельного предприятия, выйдя из Группы Нестле.

## Продукция
Предприятие выпускает широкий ассортимент глазурированных конфет и печенья.
Продукция выпускается предприятием как под собственными торговыми марками (Алтай, Осенняя сказка, Сибирское раздолье, Алтайский сувенир), так и под торговыми марками, право на использование которых предоставлено предприятию правообладателем этих торговых марок (Савинов, Мечталки, Отрада, Ёёшки).
Раньше на фабрике производилась продукция под брендом «Россия — щедрая душа», однако на момент 2023 года торговый знак пренадлежит Nestlé.